# Medan Krio
Medan Krio is een bestuurslaag in het regentschap Deli Serdang van de provincie Noord-Sumatra, Indonesië. Medan Krio telt 14.649 inwoners (volkstelling 2010).